# Dothioia bidentatus
Dothioia bidentatus es un hemíptero de la familia Aleyrodidae, subfamilia Aleyrodinae.
Dothioia bidentatus fue descrita científicamente por primera vez por Dumbleton en 1961.